# Josiah Whitney
Josiah Dwight Whitney (23 de novembro de 1819, Northampton, Massachusetts - 15 de agosto de 1896, Lake Sunapee, New Hampshire) foi um geólogo, e professor de Geologia da Universidade de Harvard. Foi o chefe da California Geological Survey (1860–1874).

## Trabalhos publicados
- com John Wells Foster, Report on the Geology of the Lake superior Land District (1851–52)
- The Mineral Wealth of the United States (1854)
- com James Hall, Geological Report on Ohio (1858)
- A Report on the Upper Mississippi Land Region (1862)
- The Geological Survey of California (1864–70)
- The Yosemite Book (1869). Later reprinted without photographs as The Yosemite Guide-Book
- Auriferous Gravels of the Sierra Nevada of California (1880)
- Climatic Changes of Late Geological Times (1882)